# Хансон, Джанин
Джанин Хансон (англ. Janine Hanson; род. 14 декабря 1982, Ла-Меса, Калифорния), в замужестве Стивенс (англ. Stephens) — канадская гребчиха, выступавшая за сборную Канады по академической гребле в период 2007—2012 годов. Серебряная призёрка летних Олимпийских игр в Лондоне, обладательница двух серебряных медалей чемпионатов мира, победительница и призёрка многих регат национального значения.

## Биография
Джанин Хансон родилась 14 декабря 1982 года в городе Ла-Меса округа Сан-Диего штата Калифорния, США. Когда ей было два года, её родители-канадцы вернулись в Канаду и поселились в Виннипеге.
В детстве Хансон увлекалась карате, но в 2000 году подруга пригласила её попробовать себя в академической гребле. Во время учёбы в Мичиганском университете в 2002—2006 годах она состояла в университетской гребной команде и регулярно принимала участие в различных студенческих соревнованиях, в частности выигрывала награды на чемпионатах Национальной ассоциации студенческого спорта.
Дебютировала на взрослом международном уровне в сезоне 2007 года, когда вошла в основной состав канадской национальной сборной и выступила на чемпионате мира в Мюнхене, где заняла пятое место в зачёте парных четвёрок.
Благодаря череде удачных выступлений удостоилась права защищать честь страны на летних Олимпийских играх 2008 года в Пекине — в программе парных четвёрок сумела квалифицироваться лишь в утешительный финал B и расположилась в итоговом протоколе соревнований на восьмой строке.
После пекинской Олимпиады Хансон осталась в составе гребной команды Канады на ещё один олимпийский цикл и продолжила принимать участие в крупнейших международных регатах. Так, в 2010 году в распашных рулевых восьмёрках она выиграла серебряные медали на этапе Кубка мира в Люцерне и на мировом первенстве в Карапиро, где пропустила вперёд только экипаж из США.
В 2011 году в восьмёрках получила серебро на этапе Кубка мира в Люцерне и на чемпионате мира в Бледе, снова уступив лидерство американским спортсменкам.
Находясь в числе лидеров канадской национальной сборной, благополучно прошла отбор на Олимпийские игры 2012 года в Лондоне. В составе экипажа, куда также вошли гребчихи Рейчел Винберг, Криста Гюлуан, Лорен Уилкинсон, Натали Мастраччи, Эшли Бжозович, Дарси Марквардт, Андреанн Морин и рулевая Лесли Томпсон-Уилли, финишировала в женских восьмёрках второй позади команды из США и тем самым завоевала серебряную олимпийскую медаль.
За выдающиеся спортивные достижения в 2012 году была награждена медалью Бриллиантового юбилея королевы Елизаветы II.
Завершив спортивную карьеру, 16 февраля 2013 года вышла замуж. Впоследствии работала спикером в Manitoba Liquor and Lotteries Commission.